# محافظة ها نام
محافظة ها نام  ( بالفيتنامية : Hà Nam ) هي إحدى محافظات فيتنام. وتقع في دلتا النهر الأحمر.

## أعلام
- لي دوك ثو
- نام كاو

## روابط إضافية
- Government of Hà Nam (English website) نسخة محفوظة 3 فبراير 2006 على موقع واي باك مشين.
- Thanh Hà embroidery village
- Vietnam Silk Embroidery Handbag
- Vietnamese Hand Embroidery: Pictures